# 篠塚宏三
篠塚 宏三（しのづか こうぞう、1932年7月5日 - ）は、日本の建築計画・都市計画学者。大阪工業大学工学部建築学科元教授、建築会初代会長・顧問。工学博士（大阪市立大学）。元建築学教室担当。日本図書館協会建築賞第11回選考委員。
専門は、建築計画・都市計画・地域計画（特に住宅、図書館）。

## 略歴
1955年大阪工業大学工学部建築学科卒業。のちに、大阪市立大学（現在の大阪公立大学）大学院にて工学博士。大阪工業大学工学部建築学科助手、講師、1982年助教授などを経て、1996年同学科教授。大阪工業大学建築会初代会長・顧問も務めた。
大阪工業大学建築学科にて約40年の長きに渡り教鞭を執り、大学初期の建築計画・都市計画の研究の推進・育成に貢献した。
主な所属学会は、日本建築学会、日本図書館協会など。
主な著書は、公共図書館の地域計画（共著、日本図書館協会1977、学術書）。

## 主な研究
- 地域に対する公共図書館の設置計画に関する研究：建築計画[6]
- 阪神・淡路大震災による図書館の被害状況[7]
- 茨木市に於ける住宅開発について[8]
- 琵琶湖沖之島の世帯及び住宅について：地域計画[9]
- 鉄筋コンクリート造校舎の竣工当時(昭和5〜6年)の亀裂と20数年経過後の亀裂比較調査報告(構造)[10]

建築計画・都市計画の対外啓蒙活動として、第8回国立大学図書館協議会（現：国立大学図書館協会）シンポジウム1996で講演（テーマ：震災に対する図書館の備え - 阪神・淡路大震災による図書館の被害」している。